# Abriès-Ristolas
Abriès-Ristolas è un nuovo comune francese costituito il 1º gennaio 2019 con la fusione dei comuni di Abriès e Ristolas. Esso si trova nel dipartimento Alte Alpi, regione Provenza-Alpi-Costa Azzurra.
Circondato dal Piemonte a nord, sud ed est, confina rispettivamente con i territori dei comuni di Cesana Torinese, Pontechianale e Bobbio Pellice e a ovest con il comune francese di Aiguilles.

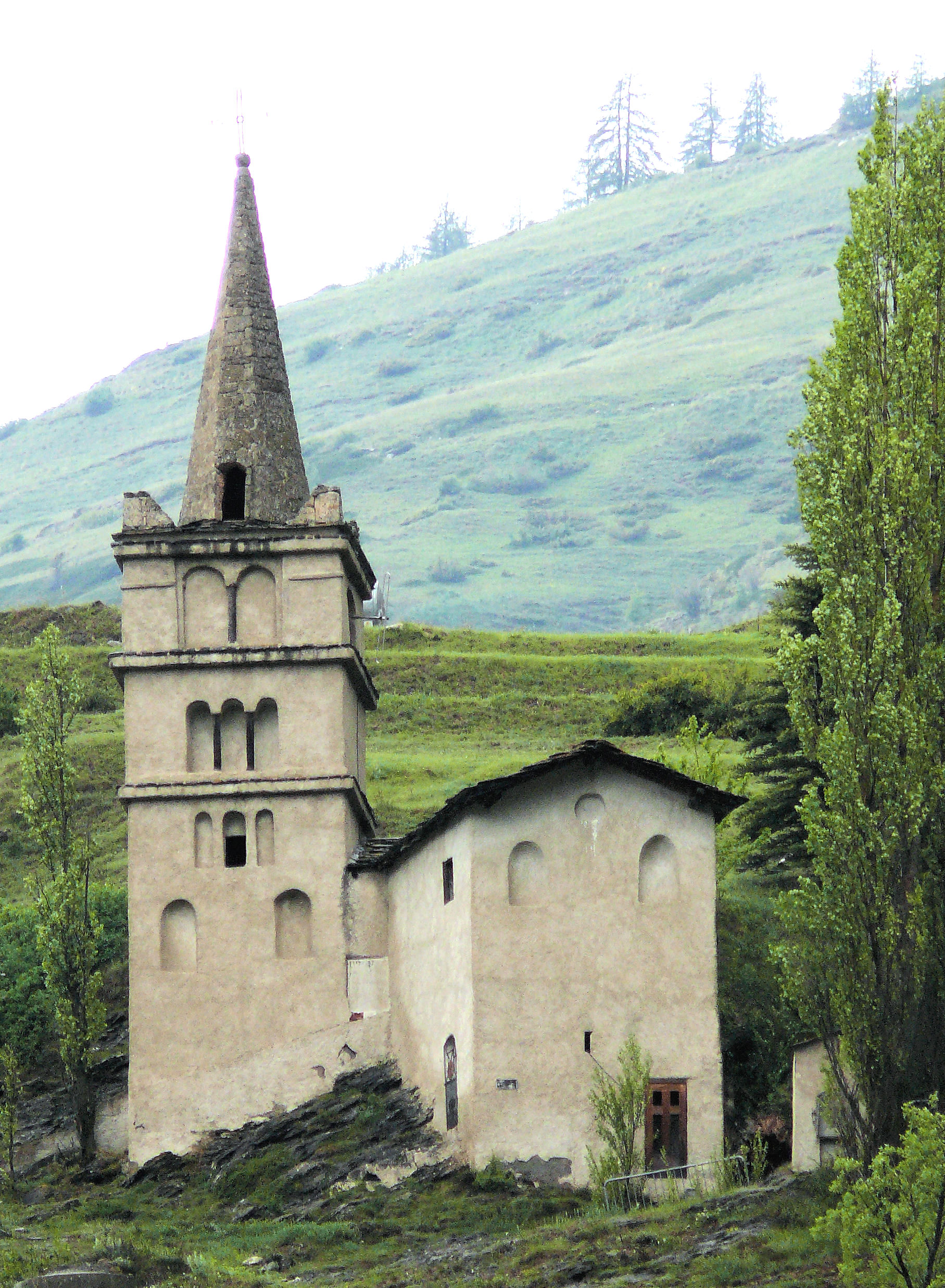
La chiesa dei santi Pietro, Paolo e Antonio ad Abriès
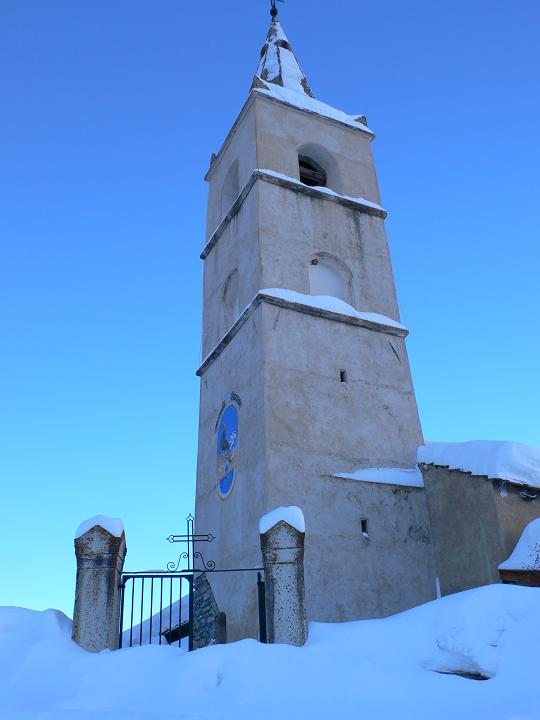
La chiesa di Ristolas
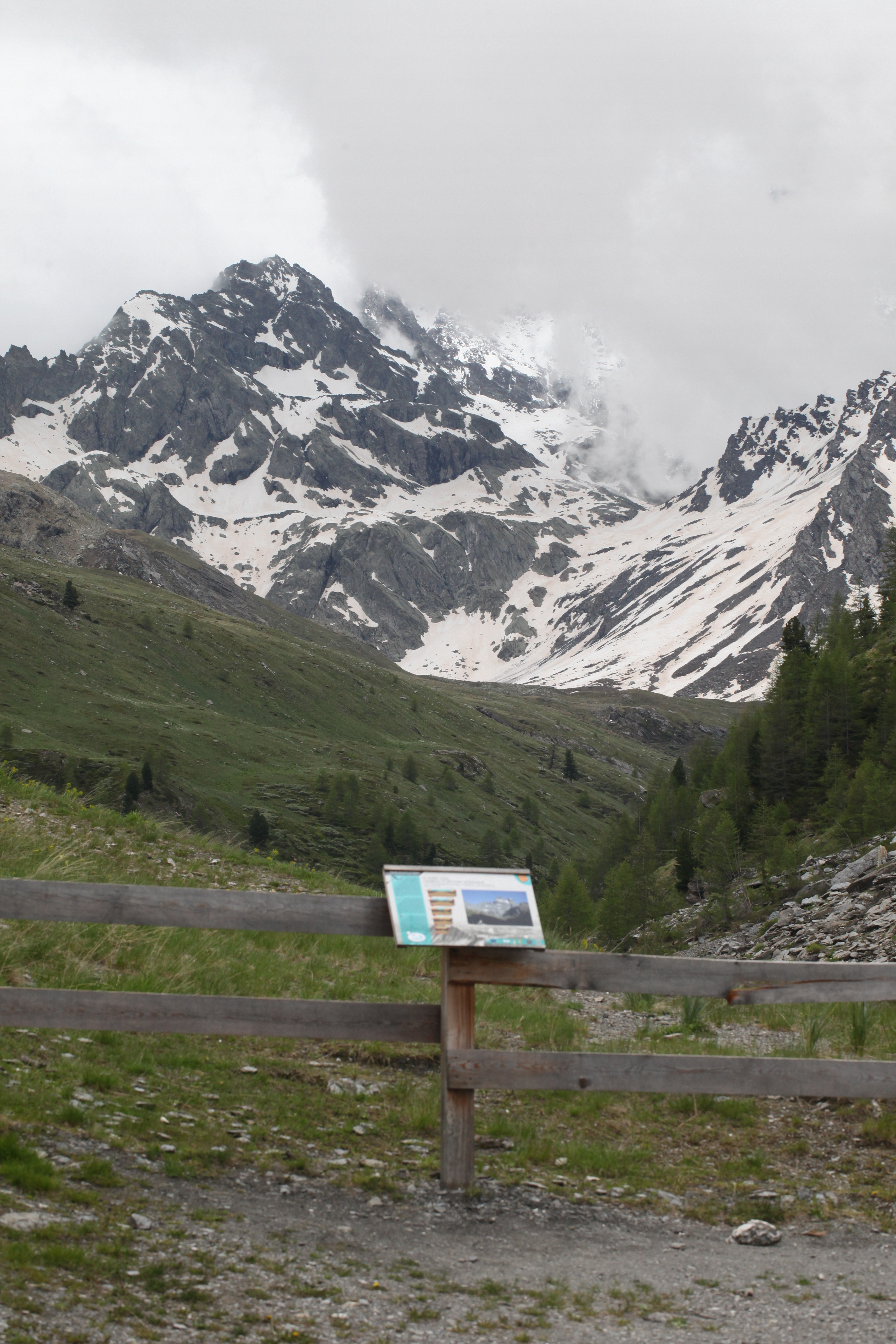
Il Monviso